# Il lato positivo - Silver Linings Playbook
Il lato positivo - Silver Linings Playbook (Silver Linings Playbook) è un film del 2012 scritto e diretto da David O. Russell.
Il film, interpretato da Bradley Cooper, Jennifer Lawrence e Robert De Niro, è l'adattamento cinematografico del romanzo L'orlo argenteo delle nuvole di Matthew Quick. La pellicola ha ricevuto otto nomination ai premi Oscar 2013, aggiudicandosi quello alla miglior attrice protagonista vinto da Jennifer Lawrence; ha debuttato al Toronto International Film Festival l'8 settembre 2012, vincendo in quell'occasione il Premio del Pubblico.

## Trama
Pat Solitano ha perso tutto: la moglie, la casa e il lavoro. Torna così a vivere coi genitori, dopo aver passato otto mesi in un istituto psichiatrico perché affetto da disturbo bipolare, emerso dopo aver sorpreso la moglie con un altro uomo. Nonostante le difficoltà, è determinato a ricostruire la propria vita e a riconquistare la moglie. 
Una sera, Pat partecipa a una cena a casa del suo migliore amico Ronnie: è in tale occasione che ha modo di incontrare la cognata di quest'ultimo, Tiffany Maxwell, una giovane vedova affetta anch'ella da un disturbo e che in seguito alla morte del marito si è data alla promiscuità. I due entrano presto in sintonia, parlando dei diversi farmaci psichiatrici che hanno assunto per gestire le loro malattie mentali. Tiffany si offre di aiutare Pat, l'unica persona che ha rifiutato di fare sesso con lei dimostrandole amicizia, a riconquistare la moglie consegnandole una lettera, ma solo se lui in cambio farà qualcosa di veramente importante per lei: partecipare con lei a una gara di ballo. Nel frattempo Pat deve ricucire un rapporto non facilissimo col padre, accanito tifoso dei Philadelphia Eagles e scommettitore incallito col sogno di aprire un ristorante, nonché col fratello Jake. 
Dopo una serie d'incontri con Tiffany, arriva la fatidica data della gara di ballo: dopo la loro esibizione, Tiffany e Pat ricevono un punteggio medio di 5,0 punti esatti, tra gli applausi di amici e parenti e gli sguardi confusi della folla. Dopo la performance, Pat si avvicina a Nikki - invitata ad assistere al ballo da Ronnie - e le sussurra qualche parola all'orecchio: quando Tiffany se ne accorge, fugge via piangendo. Il padre di Pat, avendo assistito alla scena e visto la reazione della ragazza, dice al figlio che, a differenza di Nikki, Tiffany lo ama davvero e che non deve lasciarla andare, perché commetterebbe un errore che finirebbe per perseguitarlo per il resto della sua vita. Pat decide così di raggiungere Tiffany, consegnandole una lettera in cui le svela di aver capito che era stata lei a falsificare la lettera in precedenza (notando che la lettera di Nikki fa riferimento anche alla "lettura dei segni", una frase usata spesso da Tiffany, Pat intuisce che sia stata Tiffany in realtà a scrivere la lettera): le confessa quindi di averla amata fin dal primo momento, ma che gli ci è voluto molto tempo per capirlo e accettarlo. Tiffany, commossa e per certi versi incredula, dà un bacio a Pat, suggellando così la loro unione. 
Il padre di Pat riesce a realizzare il sogno di aprire un ristorante, mentre Pat e Tiffany iniziano una relazione, senza più indossare le rispettive fedi nuziali.

## Produzione

### Bilancio
Il film è costato circa 21 milioni di dollari.

### Attori
Mark Wahlberg era stato inizialmente scelto come primo protagonista, ma il regista David O. Russell ha poi deciso di affidare il ruolo a Bradley Cooper. Per il ruolo di Tiffany, prima di mettere sotto contratto Jennifer Lawrence, erano state considerate le attrici Rachel McAdams, Olivia Wilde, Elizabeth Banks, Blake Lively, Rooney Mara, Kirsten Dunst, Anne Hathaway, Angelina Jolie e Andrea Riseborough. Chris Tucker partecipa per la prima volta dal 1997 a un film non facente parte della saga di Rush Hour.

### Riprese
La pellicola è stata girata interamente nello stato americano della Pennsylvania tra le città di Filadelfia, Delaware County e Ridley Park.

## Promozione
Il primo trailer ufficiale del film è uscito il 29 giugno del 2012.
L'11 febbraio 2013 è stato invece diffuso online il trailer italiano.

## Distribuzione
Il film è uscito nei cinema statunitensi il 21 novembre 2012 e in Italia il 7 marzo 2013.

### Edizione italiana
L'edizione italiana del film è stata a cura della CDR, mentre la sonorizzazione è avvenuta presso la PCM Art of Sound; i dialoghi italiani e la direzione del doppiaggio sono stati effettuati da Francesco Vairano, assistito da Silvia Menozzi. I fonici di doppiaggio e di missaggio sono rispettivamente Massimo Cortellessa e Fabrizio Pesce, mentre la sincronizzazione è di Paolo Brunori. È inoltre presente un ridoppiaggio della pellicola eseguito a Los Angeles, in California, presso lo studio Cinemagnetics e con attori italoamericani; la traduzione, i dialoghi italiani e la direzione del doppiaggio sono a cura di Anna Tuveri, che presta anche la voce al personaggio di Tiffany Maxwell.

## Accoglienza

### Incassi
Al 6 giugno 2013 ha incassato più di 236 milioni di dollari, di cui 132 milioni sul mercato statunitense e 104 milioni all'estero.

## Riconoscimenti
- 2013 - Premio Oscar
  - Miglior attrice protagonista a Jennifer Lawrence
  - Nomination Miglior film a Donna Gigliotti, Bruce Cohen e Jonathan Gordon
  - Nomination Miglior regia a David O. Russell
  - Nomination Miglior attore protagonista a Bradley Cooper
  - Nomination Miglior attore non protagonista a Robert De Niro
  - Nomination Miglior attrice non protagonista a Jacki Weaver
  - Nomination Miglior sceneggiatura non originale a David O. Russell
  - Nomination Miglior montaggio a Jay Cassidy e Crispin Struthers
- 2013 - Golden Globe
  - Migliore attrice in un film commedia o musicale a Jennifer Lawrence
  - Nomination Miglior film commedia o musicale
  - Nomination Miglior attore in un film commedia o musicale a Bradley Cooper
  - Nomination Migliore sceneggiatura a David O. Russell
- 2013 - Premio BAFTA
  - Miglior sceneggiatura non originale a David O. Russell
  - Nomination Miglior attore protagonista a Bradley Cooper
  - Nomination Miglior attrice protagonista a Jennifer Lawrence
- 2013 - Screen Actors Guild Award
  - Migliore attrice a Jennifer Lawrence
  - Nomination Miglior cast
  - Nomination Miglior attore a Bradley Cooper
  - Nomination Miglior attore non protagonista a Robert De Niro
- 2013 - David di Donatello
  - Nomination Miglior film straniero a David O. Russell
- 2013 - Empire Awards
  - Nomination Miglior commedia
- 2014 - Grammy Award
  - Nomination Miglior canzone (Silver Lining) a Diane Warren
- 2013 - Independent Spirit Awards
  - Miglior film
  - Miglior regista a David O. Russell
  - Miglior attrice protagonista a Jennifer Lawrence
  - Miglior sceneggiatura a David O. Russell
  - Nomination Miglior attore protagonista a Bradley Cooper
- 2013 - MTV Movie Awards
  - Miglior performance maschile a Bradley Cooper
  - Miglior performance femminile a Jennifer Lawrence
  - Miglior bacio a Bradley Cooper e Jennifer Lawrence
  - Nomination Miglior film
  - Nomination Miglior coppia a Jennifer Lawrence e Bradley Cooper
  - Nomination Miglior momento musicale a Bradley Cooper e Jennifer Lawrence
  - Nomination Miglior attore latino a John Ortiz
- 2012 - National Board of Review of Motion Pictures
  - Migliori dieci film
  - Miglior attore protagonista a Bradley Cooper
  - Miglior sceneggiatura non originale a David O. Russell
- 2012 - Satellite Award
  - Miglior film
  - Miglior regia a David O. Russell
  - Miglior attore protagonista a Bradley Cooper
  - Miglior attrice protagonista a Jennifer Lawrence
  - Miglior montaggio a Jay Cassidy
  - Nomination Miglior attore non protagonista a Robert De Niro
  - Nomination Miglior sceneggiatura non originale a David O. Russell
- 2013 - AACTA Award
  - Miglior film internazionale a Bruce Cohen, Donna Gigliotti e Jonathan Gordon
  - Miglior regista internazionale a David O. Russell
  - Miglior attrice internazionale a Jennifer Lawrence
  - Nomination Miglior attore internazionale a Bradley Cooper
  - Nomination Miglior attore non protagonista internazionale a Robert De Niro
  - Nomination Miglior attrice non protagonista internazionale a Jacki Weaver
  - Nomination Miglior sceneggiatore internazionale a David O. Russell
- 2013 - Critics' Choice Movie Award
  - Miglior film commedia
  - Miglior cast corale
  - Miglior attore in un film commedia a Bradley Cooper
  - Miglior attrice in un film commedia a Jennifer Lawrence
  - Nomination Miglior film
  - Nomination Miglior regia a David O. Russell
  - Nomination Miglior attore protagonista a Bradley Cooper
  - Nomination Miglior attrice protagonista a Jennifer Lawrence
  - Nomination Miglior attore non protagonista a Robert De Niro
  - Nomination Miglior sceneggiatura non originale a David O. Russell
- 2013 - Ciak d'oro[17]
  - Migliore film straniero
- 2013 - Central Ohio Film Critics Association
  - Migliore attrice protagonista a Jennifer Lawrence
  - Nomination Miglior film
  - Nomination Miglior cast
  - Nomination Miglior attore protagonista a Bradley Cooper
  - Nomination Attore dell'anno a Jennifer Lawrence
  - Nomination Miglior sceneggiatura non originale a David O. Russell
- 2012 - Chicago Film Critics Association Award
  - Nomination Miglior attrice protagonista a Jennifer Lawrence
  - Nomination Miglior sceneggiatura non originale a David O. Russell
- 2013 - Kansas City Film Critics Circle Awards
  - Miglior attrice protagonista a Jennifer Lawrence
- 2012 - Las Vegas Film Critics Society Awards
  - Miglior attrice protagonista a Jennifer Lawrence
  - Nomination Miglior film
- 2012 - Los Angeles Film Critics Association Award
  - Miglior attrice protagonista a Jennifer Lawrence
  - Nomination Miglior sceneggiatura a David O. Russell
- 2012 - New York Film Critics Circle Awards
  - Nomination Miglior attrice protagonista a Jennifer Lawrence
- 2012 - Phoenix Film Critics Society Awards
  - Nomination Miglior film
  - Nomination Miglior cast
  - Nomination Miglior attrice protagonista a Jennifer Lawrence
  - Nomination Miglior attore non protagonista a Robert De Niro
  - Nomination Miglior sceneggiatura non originale a David O. Russell
- 2012 - San Diego Film Critics Society Awards
  - Nomination Miglior film
  - Nomination Miglior regia a David O. Russell
  - Nomination Miglior attore a Bradley Cooper
  - Nomination Miglior attrice a Jennifer Lawrence
  - Nomination Miglior sceneggiatura non originale a David O. Russell
- 2012 - Southeastern Film Critics Association Awards
  - Miglior attrice protagonista a Jennifer Lawrence
  - Nomination Miglior film
- 2013 - AFI Award
  - Film dell'anno a David O. Russell e Harvey Weinstein
- 2013 - Eddie Award
  - Miglior montaggio in un film commedia o musicale a Jay Cassidy e Crispin Struthers
- 2013 - BMI Film & TV Award
  - Miglior colonna sonora a Danny Elfman
- 2013 - Artios Award
  - Miglior casting per un film commedia a Mary Vernieu, Lindsay Graham, Diane Heery e Jason Loftus
- 2012 - Dallas-Fort Worth Film Critics Association Awards
  - Miglior attrice protagonista a Jennifer Lawrence
  - Nomination Miglior film
  - Nomination Miglior attore non protagonista a Robert De Niro
- 2013 - Golden Trailer Awards
  - Miglior trailer indipendente
  - Miglior film romantico
  - Nomination Miglior spot TV commedia
  - Nomination Miglior spot TV indipendente
  - Nomination Miglior poster drammatico
- 2012 - Gotham Awards
  - Nomination Miglior cast
- 2012 - Hollywood Film Award
  - Regista dell'anno a David O. Russell
  - Attore dell'anno a Bradley Cooper
  - Attore non protagonista dell'anno a Robert De Niro
- 2013 - Irish Film and Television Award
  - Nomination Miglior attore internazionale a Bradley Cooper
  - Nomination Miglior attrice internazionale a Jennifer Lawrence
- 2013 - London Critics Circle Film Awards
  - Nomination Attrice dell'anno a Jennifer Lawrence
- 2012 - Mill Valley Film Festival
  - Premio del Pubblico a David O. Russell
- 2013 - Golden Reel Award
  - Nomination Miglior montaggio sonoro (Dialoghi & ADR)
- 2013 - National Society of Film Critics Awards
  - Nomination Miglior attrice a Jennifer Lawrence
  - Nomination Miglior sceneggiatura a David O. Russell
- 2013 - Palm Springs International Film Festival
  - Desert Palm Achievement Award a Bradley Cooper
  - Indie Impact Award a David O. Russell
- 2013 - PGA Awards
  - Nomination Miglior produttore a Bruce Cohen, Donna Gigliotti e Jonathan Gordon
- 2012 - Philadelphia Film Festival
  - Premio del Pubblico alle menzioni onorevoli a David O. Russell
- 2014 - Premio Robert
  - Nomination Miglior film statunitense a David O. Russell
- 2012 - Toronto International Film Festival
  - Premio del pubblico al miglior film[18]
- 2013 - WGA Award
  - Nomination Miglior sceneggiatura non originale a David O. Russell
- 2013 - AARP Movies for Grownups Awards
  - Miglior attrice non protagonista a Jacki Weaver
  - Nomination Miglior regia a David O. Russell
  - Nomination Miglior attore non protagonista a Robert De Niro
  - Nomination Miglior sceneggiatura a David O. Russell

- 2013 - Alliance of Women Film Journalists
  - Miglior cast
  - Nomination Miglior attrice a Jennifer Lawrence
  - Nomination Miglior sceneggiatura a David O. Russell
  - Nomination Miglior realizzazione di una donna in un film industriale a Jennifer Lawrence
  - Nomination Maggior differenza di età tra il protagonista e la sua partner a Bradley Cooper e Jennifer Lawrence
- 2012 - Austin Film Critics Association
  - Miglior attrice a Jennifer Lawrence
  - Nomination Miglior film
- 2012 - Austin Film Festival
  - Premio del Pubblico a David O. Russell
- 2012 - Awards Circuit Community Awards
  - Miglior attrice protagonista a Jennifer Lawrence
  - Nomination Miglior film a Bruce Cohen, Donna Gigliotti e Jonathan Gordon
  - Nomination Miglior cast
  - Nomination Miglior attore protagonista a Bradley Cooper
  - Nomination Miglior attore non protagonista a Robert De Niro
  - Nomination Miglior sceneggiatura non originale a David O. Russell
- 2012 - Black Film Critics Circle Awards
  - Migliori dieci film
- 2012 - Capri, Hollywood
  - Miglior film
  - Miglior cast
  - Miglior attore a Bradley Cooper
  - Premio del Pubblico
- 2013 - Chlotrudis Awards
  - Nomination Miglior cast
  - Nomination Miglior attrice non protagonista a Jacki Weaver
  - Nomination Miglior sceneggiatura non originale a David O. Russell
- 2014 - CinEuphoria Awards
  - Premio del Pubblico a David O. Russell
  - Nomination Miglior coppia a Bradley Cooper e Jennifer Lawrence
- 2013 - Costume Designers Guild Awards
  - Nomination Migliori costumi in un film contemporaneo a Mark Bridges
- 2012 - Denver Film Critics Society
  - Miglior attrice protagonista a Jennifer Lawrence
  - Miglior sceneggiatura non originale a David O. Russell
  - Nomination Miglior film
  - Nomination Miglior attore non protagonista a Robert De Niro
- 2012 - Detroit Film Critic Society
  - Miglior film
  - Miglior regia a David O. Russell
  - Miglior attrice protagonista a Jennifer Lawrence
  - Miglior attore non protagonista a Robert De Niro
  - Nomination Miglior cast
  - Nomination Miglior attore protagonista a Bradley Cooper
- 2013 - Gay and Lesbian Entertainment Critics Association
  - Nomination Attore dell'anno a Bradley Cooper
  - Nomination Attrice dell'anno a Jennifer Lawrence
- 2013 - Georgia Film Critics Association
  - Miglior film
  - Miglior cast
  - Miglior attrice protagonista a Jennifer Lawrence
  - Miglior sceneggiatura non originale a David O. Russell
  - Nomination Miglior regia a David O. Russell
  - Nomination Miglior attore protagonista a Bradley Cooper
  - Nomination Miglior attore non protagonista a Robert De Niro
  - Nomination Miglior attrice non protagonista a Jacki Weaver
- 2013 - Gold Derby Awards
  - Miglior cast
  - Miglior attrice protagonista a Jennifer Lawrence
  - Nomination Miglior film a Donna Gigliotti, Bruce Cohen e Jonathan Gordon
  - Nomination Miglior attore protagonista a Bradley Cooper
  - Nomination Miglior attore non protagonista a Robert De Niro
  - Nomination Miglior sceneggiatura non originale a David O. Russell
- 2012 - Golden Schmoes Awards
  - Miglior attrice protagonista a Jennifer Lawrence
  - Nomination Miglior commedia
  - Nomination Miglior attore protagonista a Bradley Cooper
  - Nomination Miglior attore non protagonista a Robert De Niro
  - Nomination Miglior sceneggiatura a David O. Russell
  - Nomination Miglior T & A a Jennifer Lawrence
- 2012 - Hamptons International Film Festival
  - Premio del Pubblico a David O. Russell
- 2012 - Houston Film Critics Society Awards
  - Miglior attrice a Jennifer Lawrence
  - Nomination Miglior film
  - Nomination Miglior sceneggiatura a David O. Russell
- 2013 - Humanitas Prize
  - Miglior film a David O. Russell
- 2012 - IGN Summer Movie Awards
  - Miglior attrice a Jennifer Lawrence
  - Nomination Miglior commedia
- 2012 - Indiana Film Journalists Association
  - Miglior attore a Bradley Cooper
  - Nomination Miglior film
  - Nomination Miglior attrice a Jennifer Lawrence
  - Nomination Miglior sceneggiatura non originale a David O. Russell
- 2012 - Indiewire Critics' Poll
  - Nomination Miglior cast
  - Nomination Miglior attrice protagonista a Jennifer Lawrence
  - Nomination Miglior attore non protagonista a Robert De Niro
- 2012 - International Film Music Critics Award
  - Nomination Miglior colonna sonora in un film commedia a Danny Elfman
- 2013 - International Online Cinema Awards
  - Nomination Miglior cast
  - Nomination Miglior sceneggiatura non originale a David O. Russell
- 2012 - Internet Film Critic Society
  - Miglior attrice a Jennifer Lawrence
- 2013 - Iowa Film Critics Awards
  - Nomination Miglior film
  - Nomination Miglior attore protagonista a Bradley Cooper
  - Nomination Miglior attrice protagonista a Jennifer Lawrence
  - Nomination Miglior attore non protagonista a Robert De Niro
- 2013 - Italian Online Movie Awards
  - Nomination Miglior attrice protagonista a Jennifer Lawrence
  - Nomination Miglior sceneggiatura non originale a David O. Russell
- 2014 - Jupiter Award
  - Nomination Miglior attrice internazionale a Jennifer Lawrence
- 2012 - Nevada Film Critics Society
  - Miglior attrice a Jennifer Lawrence
- 2012 - New York Film Critics, Online
  - Migliori film
- 2013 - North Carolina Film Critics Association
  - Miglior film
  - Miglior attrice a Jennifer Lawrence
  - Nomination Miglior regia a David O. Russell
  - Nomination Miglior attore a Bradley Cooper
  - Nomination Miglior sceneggiatura non originale a David O. Russell
- 2012 - North Texas Film Critics Association
  - Miglior attrice a Jennifer Lawrence
- 2012 - Oklahoma Film Critics Circle Awards
  - Nomination Miglior film
- 2013 - Online Film & Television Association
  - Miglior cast
  - Miglior attrice a Jennifer Lawrence
  - Nomination Miglior film a Donna Gigliotti, Bruce Cohen e Jonathan Gordon
  - Nomination Miglior attore a Bradley Cooper
  - Nomination Miglior sceneggiatura non originale a David O. Russell
- 2013 - Online Film Critics Society Awards
  - Nomination Miglior attrice a Jennifer Lawrence
- 2013 - Prism Awards
  - Miglior film sulla salute mentale
- 2012 - St. Louis Film Critics Association
  - Nomination Miglior attore a Bradley Cooper
  - Nomination Miglior attrice a Jennifer Lawrence
  - Nomination Miglior sceneggiatura non originale a David O. Russell
- 2012 - Twin Cities Film Fest
  - Miglior film a David O. Russell
- 2013 - USC Scripter Award
  - Nomination Miglior sceneggiatura a David O. Russell e Matthew Quick
- 2012 - Utah Film Critics Association Awards
  - Miglior attrice a Jennifer Lawrence
  - Nomination Miglior sceneggiatura non originale a David O. Russell
- 2012 - Vancouver Film Critics Circle
  - Nomination Miglior attrice a Jennifer Lawrence
- 2012 - Village Voice Film Poll
  - Nomination Miglior attrice a Jennifer Lawrence
- 2012 - Washington DC Area Film Critics Association Awards
  - Miglior sceneggiatura non originale a David O. Russell
  - Nomination Miglior film
  - Nomination Miglior attrice a Jennifer Lawrence
- 2013 - World Soundtrack Awards
  - Nomination Compositore dell'anno a Danny Elfman
- 2014 - Yoga Awards
  - Peggior regista straniero a David O. Russell

## Finale alternativo
Dopo pochi mesi dall'uscita cinematografica, in concomitanza con l'uscita americana dell'edizione home video del film è stata resa nota l'esistenza di un finale alternativo (rectius: di una coda del film leggermente diversa da quella poi effettivamente scelta). Questo finale alternativo, in realtà, riprende parte della sequenza conclusiva del film, semplicemente allungandola, e denota la presenza di un altro personaggio, ossia un ragazzo vicino di casa dei Solitano, interpretato dal figlio di David O. Russell.